# Cigonya blanca
La cigonya blanca o simplement cigonya (Ciconia ciconia) és una espècie d'ocell ciconiforme de grans dimensions, pertanyent a la família Ciconiidae. Viu en prats inundats i en planes herboses a prop de l'aigua. Passa l'hivern a l'Àfrica i al mes de febrer comencen a arribar a Europa, se les pot veure fins a la tardor. Cada any solen tornar al mateix niu per reproduir-se, poden pondre de 2 a 6 ous que s'incuben de 33 a 37 dies. La seva alimentació és bàsicament piscívora, tot i que també poden menjar rèptils, granotes, insectes. Són fàcilment identificables per la seva mida grossa, plomatge blanc amb negre a les ales, llarg bec i potes de color vermell. Poden pesar de 2 a 4 kg. El seu plomatge és majoritàriament blanc amb negre a les ales, mentre que els adults adquireixen un color vermell a les potes i el bec. Mesuren una mitjana de 100 a 115 cm des de la punta del bec fins al final de la cua, mentre que les ales poden arribar a tenir una envergadura d'entre 155 i 215 cm. Les dues subespècies, que són lleugerament diferents per la seva grandària, s'aparellen a Europa, al nord de Finlàndia, al nord-est i sud d'Àfrica i el sud-oest d'Àsia, especialment al Kazakhstan.
Aquest ocell ha donat origen a moltes llegendes i històries al llarg de la seva àrea de distribució, de les quals la més coneguda és la història que els nadons són portats per elles.

## Morfologia

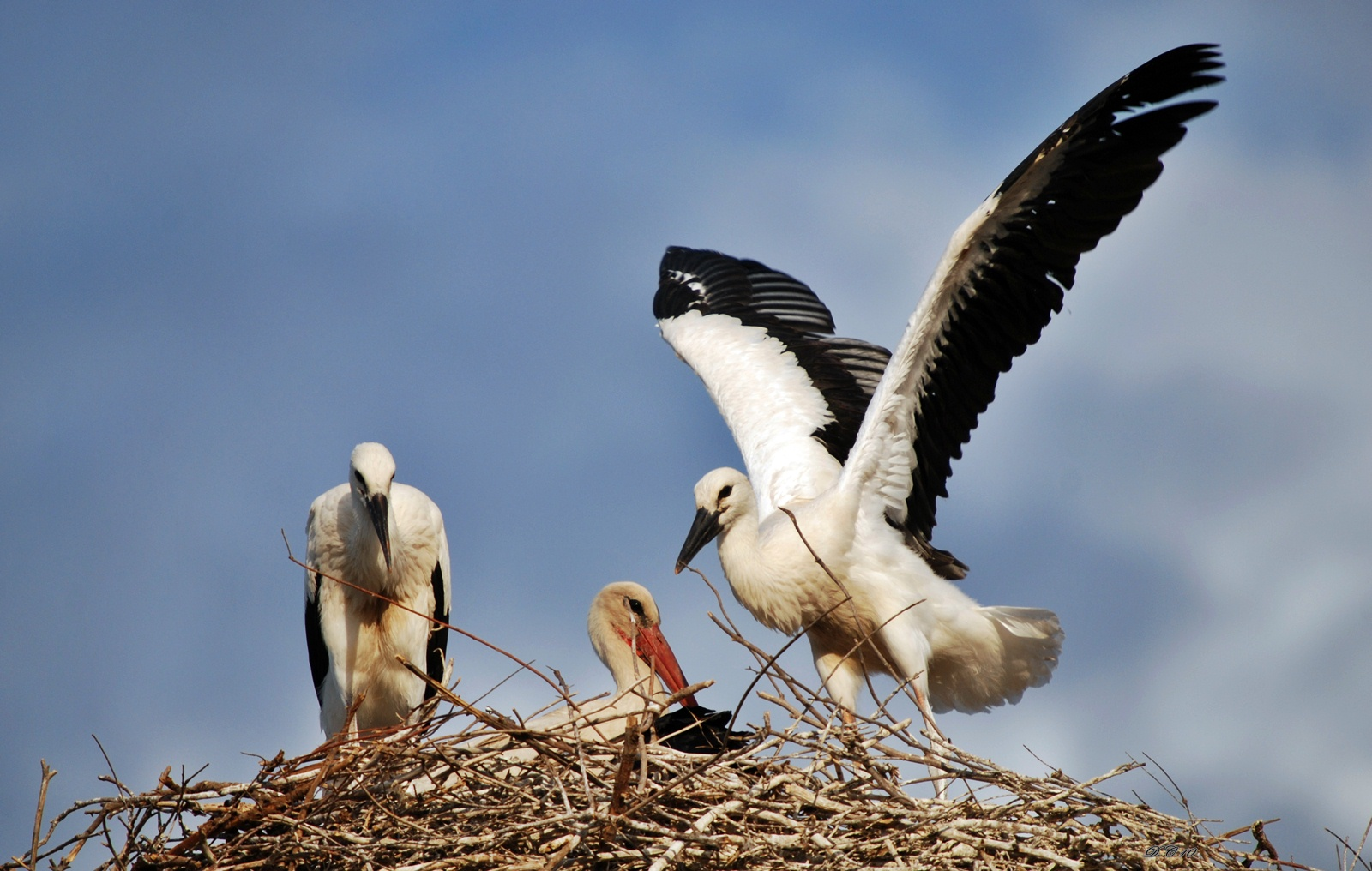
Dos joves (bec negre) i un adult al niu.

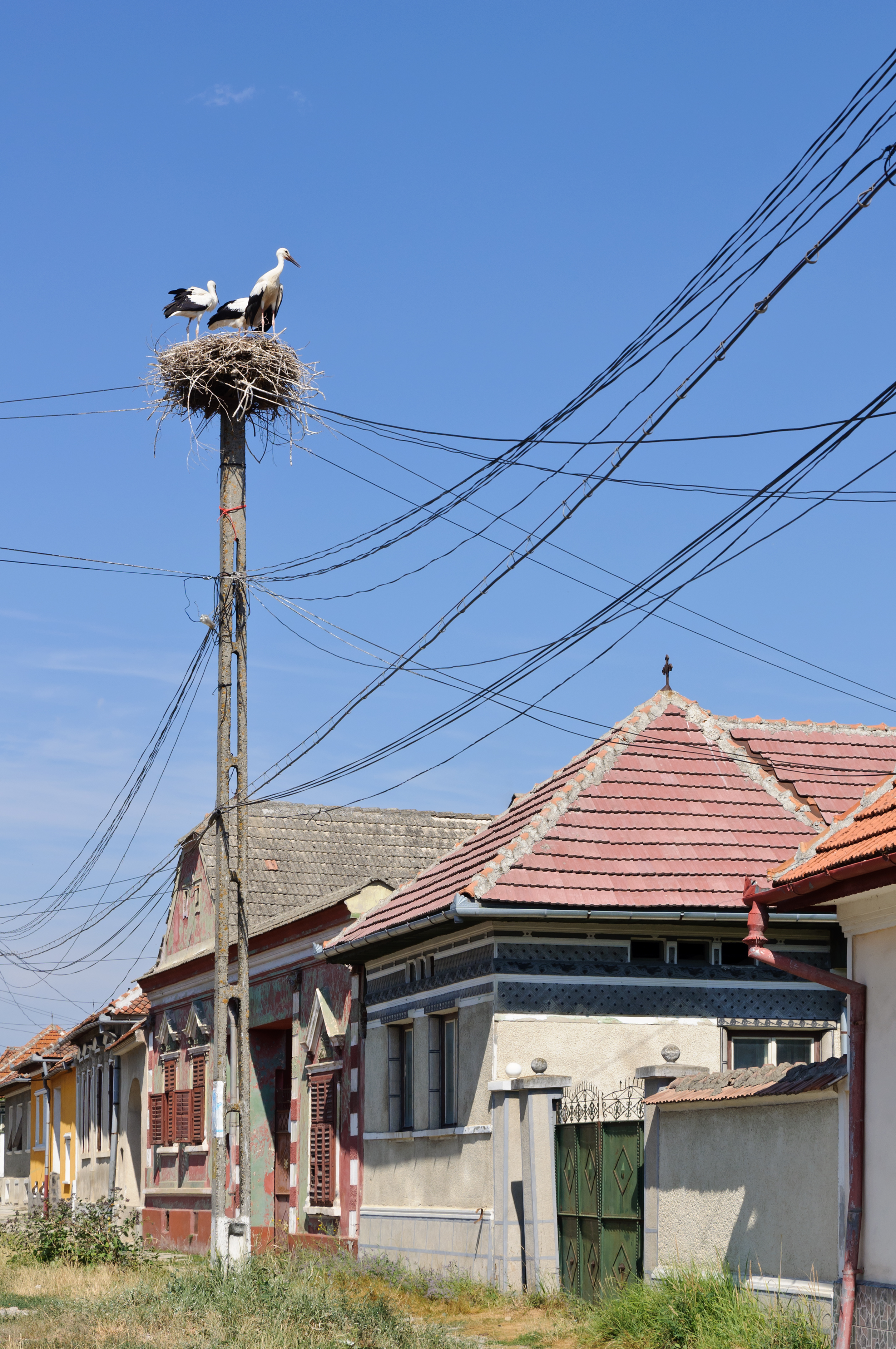
Un niu de cigonya a sobre d'un pal elèctric a Romania.

És un ocell molt gran, una cigonya adulta pot arribar a una alçada de 100-125 centímetres, amb una envergadura alar que pot arribar als 2 metres, i un pes de 2,3-4,5 kg. Posseeix un plomatge blanc, excepte en les puntes de les ales, on és de color negre. Les seves cames són allargades i de color rosat.
Té un bec punxegut, allargat i de color vermell que empra per rebuscar en fangars, capturar peixos, insectes i fins i tot petits rèptils. En els joves el bec és negre.

## Ecologia
S'alimenta en els camps i en llocs oberts, on hi ha humitat i molta vida animal. A la tardor, les cigonyes europees volen en esbarts en direcció sud, cap a l'Àfrica, i a la primavera solen tornar al niu que van deixar sis mesos enrere. És habitual que se serveixin del mateix niu durant molts anys. Les cigonyes emeten un característic so rítmic amb repetits tusts del bec. El so que emeten les cigonyes, i pel qual es comuniquen entre elles, es diu claqueig. En els inicis de la primavera (finals d'hivern) inicien el festeig previ amb el seu tust de bec i la dansa característica (torçant el coll per sota en direcció a la cua).
Cria en bona part de l'Europa temperada (arribant a Estònia pel nord), nord-oest d'Àfrica, i sud-oest d'Àsia. Passa l'hivern a l'Àfrica tropical i al subcontinent indi.
Habita en zones pantanoses i inundables i en àrees de conreu obertes, on pot trobar el seu aliment.
La població mundial s'estima en unes 230.000 parelles. A nivell mundial es considera no amenaçada, encara que en alguns països i regions la seva població és escassa.
La cigonya blanca és un ocell migratori de grans distàncies. A l'Àfrica hiverna des de la zona subsahariana fins al sud, i fins i tot en el subcontinent indi i zones de la península Aràbiga. En migrar entre Europa i Àfrica evita creuar el mar Mediterrani, de manera que fa un desviament pel mediterrani oriental fins a orient, o per l'Estret de Gibraltar fins a occident, pel fet que les columnes tèrmiques que necessita no es formen sobre l'aigua.
Com que és un ocell carnívor, la cigonya blanca menja una gran varietat d'animals, incloent insectes, peixos, rèptils i petits mamífers i ocells. La major part del seu menjar l'aconsegueix des del terra, en zones de baixa vegetació o en fonts d'aigua de poca profunditat. És un reproductor monògam, tot i així no s'aparella per a tota la vida. Els dos membres de la parella construeixen un niu de grans dimensions que pot ser utilitzat per diversos anys. Cada any la femella pon al voltant de quatre ous, que desclouen de forma asíncrona 33 o 34 dies després d'haver estat postos. Els dos adults fan torns per covar els ous i ambdós han d'alimentar als pollets. Les cries deixen els nius després de 58 a 64 dies després d'haver nascut, després d'aquest període han de continuar sent alimentats pels adults per un període de 7 a 20 dies més.
La cigonya blanca va ser catalogada com una espècie en «estat de preocupació menor» per la Unió Internacional per a la Conservació de la Naturalesa (UICN). Es va beneficiar durant l'edat mitjana amb certes activitats humanes, com la neteja dels boscos, però els canvis en els cultius i la industrialització van fer declinar la seva població, i fins i tot fer-la desaparèixer d'alguns llocs d'Europa durant els segles XIX i XX. Alguns programes de conservació a Europa van fer que la cigonya blanca tornés a reproduir-se en els Països Baixos, Bèlgica, Suïssa, Suècia i Portugal. Té pocs predadors naturals, però acull diversos tipus de paràsits. En el seu plomatge poden habitar polls i àcars i, en el seu niu, diversos tipus de mesostigmats.

## Taxonomia
Hi ha dues subespècies:
- Ciconia ciconia ciconia Linnaeus, 1758. Europa, Àfrica del Nord, hivernen a l'Àfrica tropical.
- Ciconia ciconia asiatica Severtsov, 1873. Àsia central, hivernen a l'Índia.

La cigonya oriental (Ciconia boyciana), va ser considerada com una subespècie de la cigonya blanca, però ara se les tracta com a espècies independents.

## Observació
La millor època per observar el vol de les cigonyes comença a la primera quinzena de febrer i arriba fins a finals d'estiu, moment en què comencen a planificar la nova migració.
Per això, es reuneixen a les praderies, des d'on s'alcen en cercles cada vegada més alts, tot i que, a la nit, tornen als seus nius. Amb els primers símptomes de l'hivern, però, marxaran definitivament a esbarts fàcils de veure durant el dia, a gran alçada, encara que sense mantenir cap ordre determinat.
Aquests ocells estan canviant els seus hàbits migratoris quedant-se a la zona de nidificació. Per exemple a Lleida i a les seves comarques habiten colònies d'aquests ocells arribant a nidificar en antenes, grues i edificis diversos. Desplaçant-se durant el dia a les zones humides, on troben el seu aliment i tornant al capvespre en grups fins a la seva posició nocturna.

## La cigonya a la cultura popular
A la cultura occidental la cigonya blanca és un símbol de maternitat. A l'època victoriana, els detalls de reproducció humana eren difícils d'enfocar, sobretot en resposta a la pregunta: "D'on vinc?", Realitzada per nens petits, en la seva curiositat. "La cigonya et va portar a nosaltres" va ser la tàctica utilitzada pels pares per evitar la discussió de temes de sexe. Aquest costum es deriva d'una antiga superstició popular, que plantejava que les cigonyes eren precursores de felicitat i prosperitat, i possiblement, del costum d'algunes cigonyes de niar en el cim de les xemeneies, per on resulta fàcil imaginar que la cigonya deixaria caure el nadó.
La imatge d'una cigonya amb un bebè embolicat en una eslinga en el seu bec és comú a la cultura popular. Els petits pegats de color rosa o vermellós que sovint es troben en un nen nounat en les parpelles, entre els ulls, al llavi superior i al clatell, de vegades són anomenats encara "mossegades de cigonya". De fet, són grups de desenvolupament de venes que sovint s'esvaeixen aviat.
La funció folklòrica de la cigonya com una portadora de nadons, bona sort i prosperitat podrien ser originaris dels Països Baixos, del nord d'Alemanya o de Polònia, on és comú la seva aparició en contes per a nens.
És el símbol de la comunitat autònoma d'Extremadura, regió del sud-oest d'Espanya, on aquest ocell té una de les seves colònies més grans.